# Spooky Tooth
Spooky Tooth var et britisk hård rock-band dannet i 1967. Gruppen havde ingen store hits, men flere af deres album lå på top 100 over mest solgte.
Gruppen blev dannet af Mike Harrison (sang), Gary Wright (keyboard, sang), Luther Grosvenor (guitar), Greg Ridley (bas) og Mike Keillie (trommer). Ridley blev afløst i 1970 af Andy Leight da han skiftede til Steve Marriotts gruppe Humble Pie. Efterfølgende blev medlemmerne udskiftet oftere.

## Diskografi
- It's All About (1968)
- Spooky Two (1969)
- Ceremony (1970)
- The Last Puff (1970)
- Witness (1973)
- You Broke My Heart, So I Busted Your Jaw (1973)
- The Mirror (1974)